# Model atomu Thomsona

Reprezentacja modelu atomu „ciasto z rodzynkami”.

Model atomu Thomsona, zwany także modelem „ciasta z rodzynkami” – model atomu zaproponowany przez brytyjskiego fizyka J. J. Thomsona. W modelu tym Thomson założył, że każdy atom jest zbudowany z jednorodnej kuli naładowanej dodatnio, wewnątrz której znajdują się ujemnie naładowane elektrony. Za pomocą tego modelu, mającego obecnie znaczenie tylko historyczne, próbowano w sposób klasyczny wyjaśnić budowę atomu.
Praca Thomsona opisująca ów model została opublikowana w 1904 roku, w marcowym wydaniu czołowego wówczas czasopisma naukowego Philosophical Magazine. Według Thomsona:
... atomy składają się z ujemnie naładowanych cząstek otoczonych przestrzenią dodatnio naładowaną...
Model „ciasta z rodzynkami” został obalony w eksperymencie ze złotą folią, przeprowadzonym przez Ernesta Rutherforda i opisanym w 1911 roku. Wyniki eksperymentu, sprzeczne z modelem atomu Thomsona, Rutherford wyjaśnił przyjmując, że atom zawiera bardzo małe jądro naładowane dodatnio, którego ładunek jest tak duży, że jest w stanie utrzymać wokół siebie nawet kilkadziesiąt elektronów, jak w atomie złota.
Model Thomsona został zastąpiony modelem Rutherforda.

## Opis modelu
Dla uproszczenia opisu rozpatrywany jest atom, w którym znajdują się trzy elektrony. Te trzy elektrony znajdujące się w wewnątrz kuli są w niej rozmieszczone symetrycznie – w każdym z wierzchołków trójkąta równobocznego. W sytuacji, gdy elektrony są w spoczynku, siły odpychania między nimi są równoważone przez siły przyciągania przez dodatnio naładowaną kulę. Aby siły te były zrównoważone, odległość spoczywających elektronów od środka kuli powinna wynosić 0,57 promienia kuli. Natomiast gdy elektrony krążą wokół środka kuli, wówczas pojawia się dodatkowo siła odśrodkowa, która odpycha je od środka. W miarę gdy prędkość elektronów wzrasta, ich odległość od kuli zwiększa się, aż w pewnym momencie elektrony opuszczą wnętrze kuli. W przypadku dalszego wzrostu prędkości elektrony będą krążyć po orbitach wokół kuli, do momentu gdy odległość będzie już tak duża, że elektrony opuszczą kulę i atom ostatecznie ulegnie rozerwaniu.
Problem pojawiał się, gdy rozpatrywano atomy z coraz większą liczbą elektronów. Ujemnie naładowane elektrony musiały być rozłożone w kuli w sposób symetryczny względem środka, czyli tak, aby była zapewniona równowaga sił elektrostatycznych między nimi a dodatnio naładowaną kulą. Przy czterech elektronach ułożeniem takim będzie rozmieszczenie elektronów w wierzchołkach czworościanu foremnego. Jednak układ ten zapewnia równowagę tylko wówczas, gdy liczba elektronów jest niewielka. Aby rozwiązać ten problem, Thomson przyjął, że gdy elektronów w atomie jest dostatecznie dużo, dzielą się one na grupy, które układają się na płaszczyznach współśrodkowych z dodatnio naładowaną kulą. Mimo tych założeń po przekroczeniu pewnej liczby elektronów zagadnienie stawało się zbyt skomplikowane matematycznie, aby można było przeprowadzić dokładne obliczenia.